# Peter Gentzel
Hans Peter Ludvig Gentzel, född 12 oktober 1968 i Tynnered, Göteborg, är en svensk före detta handbollsmålvakt. Gentzel avslutade målvaktskarriären efter sin enda säsong i det tyska klubblaget THW Kiel säsongen 2009/2010. Han är sedan 2011 VD för Svensk Elithandboll.

## Handbollskarriär

### Klubblagsspel
År 2009 skrev Gentzel på ett kontrakt med storklubben THW Kiel efter att hans förra klubb HSG Nordhorn gått i konkurs. Kontraktet började gälla efter säsongen 2008/2009 och sträckte sig över ett år. 2010 meddelade Gentzel att han lade karriären på hyllan.

### Landslagsspel
Gentzel gjorde sin landslagsdebut i juni 1992. Han spelade 224 landskamper för Sverige.

#### Meriter
- EM-guld: 1998, 2000 och 2002 (2002 utsedd till turneringens målvakt)
- VM-guld: 1999
- VM-silver: 1997 och 2001
- VM-brons: 1995
- OS-silver: 2000
- SM-guld: 1993, 1995, 1996, 1997 och 1998
- kopia av Svenska Dagbladets guldmedalj ("Bragdguldet") 1998

## Efter handbollskarriären
Den 1 januari 2011 blev Gentzel ny chef för Svensk Elithandboll. Han jobbade under våren 2011 med handbolls-VM, som arrangerades i Sverige 2011.

## Släktskap
Peter Gentzel är son till TV-kommentatorn och SVT-sportchefen Bo Gentzel och sonsons son till skådespelaren Ludde Gentzel. Han har två söner och en dotter med sin fru.